# Koenigsegg
Koenigsegg est un constructeur automobile suédois spécialisé dans les modèles sport de grand standing. La marque est créée le 12 août 1994 par Christian von Koenigsegg, alors âgé de 22 ans.

## Historique

logo de la société jusqu'en 2014

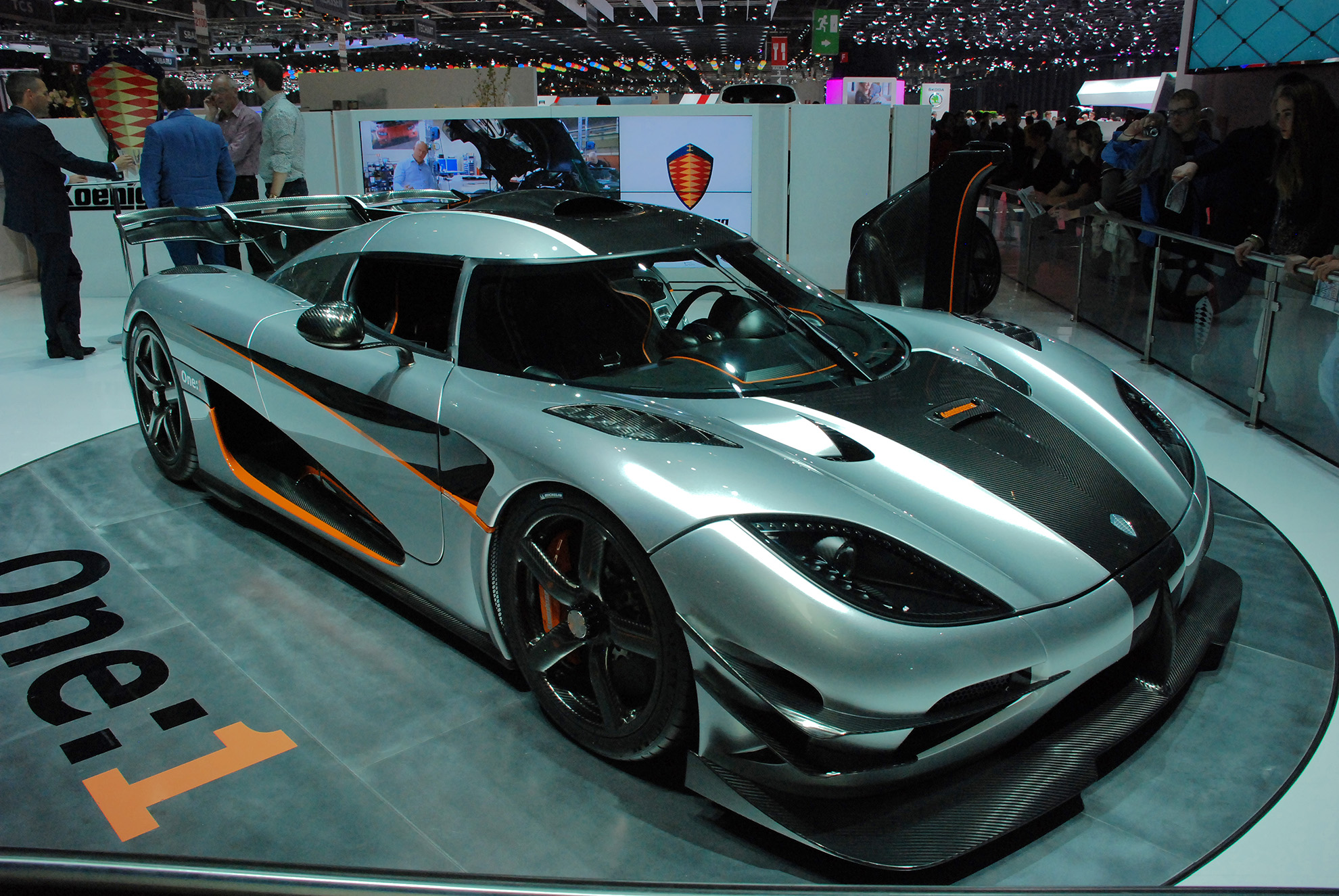
Koenigsegg One:1

Le designer choisi est David Craaford, dont le rêve est de fabriquer la parfaite supercar. Les études sur le prototype CC ayant porté leurs fruits, la production de la Koenigsegg CC8S commence en 2000. Le moteur V8 atteint alors la puissance de 655 ch. En 2004, Koenigsegg sort le modèle CCR qui établit en 2005 un nouveau record mondial de vitesse pour une voiture produite en série avec 388 km/h.
Koenigsegg propose aussi des modèles en très petite série. Les Koenigsegg Limited Editions sont deux modèles dérivés de la production de série ; on trouve quatorze exemplaires dérivés de la CCX équipés d'un V8 de 4,8 litres développant 888 ch, et six exemplaires de la CCXR développant 1 018 ch.
Le groupe comptait racheter Saab à GM qui a été déclaré en faillite et qui a mis en vente la marque en février 2009. La vente, qui devait se concrétiser à la fin du troisième trimestre 2009, incluait un prêt de 600 millions de dollars garanti par le gouvernement suédois autorisé par la Banque européenne d'investissement (BEI). Signant un accord d'acquisition en juin, le groupe, qui emploie alors seulement 45 personnes, se rétractera finalement le 24 novembre 2009 devant la difficulté financière de l'opération.
Koenigsegg est aujourd'hui détenu à 49 % par Eker Group. Les autres actionnaires sont l'entrepreneur américain Augie Fabela et le constructeur automobile chinois Beijing Automotive (BAIC). En 2013 est sortie de l'usine la centième voiture depuis la création de la marque.
Koenigsegg emploie d'aujourd'hui 80 personnes et augmente sa production de quinze à trente voitures par an grâce à l'apparition de deux modèles en construction parallèle dans la gamme, une première dans l'histoire du constructeur. Apparaissent donc deux modèles à partir du salon de Genève 2015 :
- Regera : c'est la première voiture hybride du constructeur. En plus d’un moteur V8 biturbo de 5 litres de cylindrée développant 1 100 chevaux, elle dispose de trois moteurs électriques développant un peu plus de 700 ch, soit plus que toutes les voitures électriques d'aujourd'hui en production. L'autre particularité de la voiture est qu'elle ne possède pas de boîte de vitesses, remplacée par le KDD (Koenigsegg Direct Drive). Selon le constructeur, cette technologie permettrait d'économiser le poids de la boite de vitesses, mais n'autorise qu'un seul rapport. C'est d'après le constructeur une voiture orientée pour la route. En effet, la voiture possède des options réglables électriquement, un intérieur recouvert entièrement de cuir très bien insonorisé, et une connectivité poussée : Wi-Fi, 4G, caméra de recul AV/AR, Apple CarPlay et combiné d'instrumentation entièrement digital. La voiture en option peut également être équipée d'un système automatique d'ouverture et de fermeture des portières et des capots AV/AR à partir d'une télécommande. Enfin, la Regera sera produite à 80 exemplaires en parallèle à l'agera RS.
- Agera RS : Koenigsegg la décrit comme très inspirée de One:1, mais tout en étant pratique et utilisable au quotidien. Elle dispose d'un V8 de 1 160 ch. Elle sera produite à 25 exemplaires.
- Jesko : Succédant à l’Agera, la Koenigsegg Jesko est dévoilée sous sa forme orientée vers la piste lors du salon de Genève 2019 (la version dédiée à la vitesse étant présentée lors de l’édition suivante du même salon). Elle développe 1600 ch grâce à un V8 biturbo de 5 litres et inaugure une toute nouvelle boîte de vitesses appelée "LST", permettant instantanément de passer librement entre tous les rapports, tout en ne pesant que 90 kg. Elle dispose également de roues arrière directrices et produit 1000 kg d’appui aérodynamique à 275 km/h.

## Records
La course à la voiture la plus rapide homologuée pour la route ne concerne qu'une poignée de constructeurs dont Koenigsegg fait partie. Le 28 février 2005, la CCR, en atteignant la vitesse de 388,87 km/h, bat le record de vitesse précédemment obtenu par la McLaren F1 sur le circuit d'endurance de Nardò en Italie. Ce nouveau record sera lui-même battu huit mois plus tard par la Bugatti Veyron 16.4 avec 407,5 km/h, avant de revenir à la CCXR en 2007 (record non homologué), avec 418,11 km/h. Puis le record reviendra à la Bugatti Veyron Super Sport avec une vitesse de 431,072 km/h.
Le 4 novembre 2017, la RS a établi le record de vitesse pour une automobile de série, sur une portion de la Route 160 dans l'État du Nevada aux États-Unis, avec 447 km/h de moyenne sur un aller/retour, avec une vitesse de pointe de 457 km/h.
Le 23 septembre 2019, la Regera bat de nouveau le record du monde du 0-400-0 km/h, finissant l’exercice en 31,49 s à l’aérodrome militaire de Råda, près de Lidköping. Le 0-400 est abattu en 22,87 s, et le retour à l’arrêt, en 8,62 s, le tout sur une distance totale de 2 048,46 m.
Ce record sera à nouveau battu le 16 juin 2023 en abattant le 0-400-0km/h en 28,81s avec la Regera sur une piste resurfacée et des pneus CUP2R de Michelin.

## Automobiles Koenigsegg

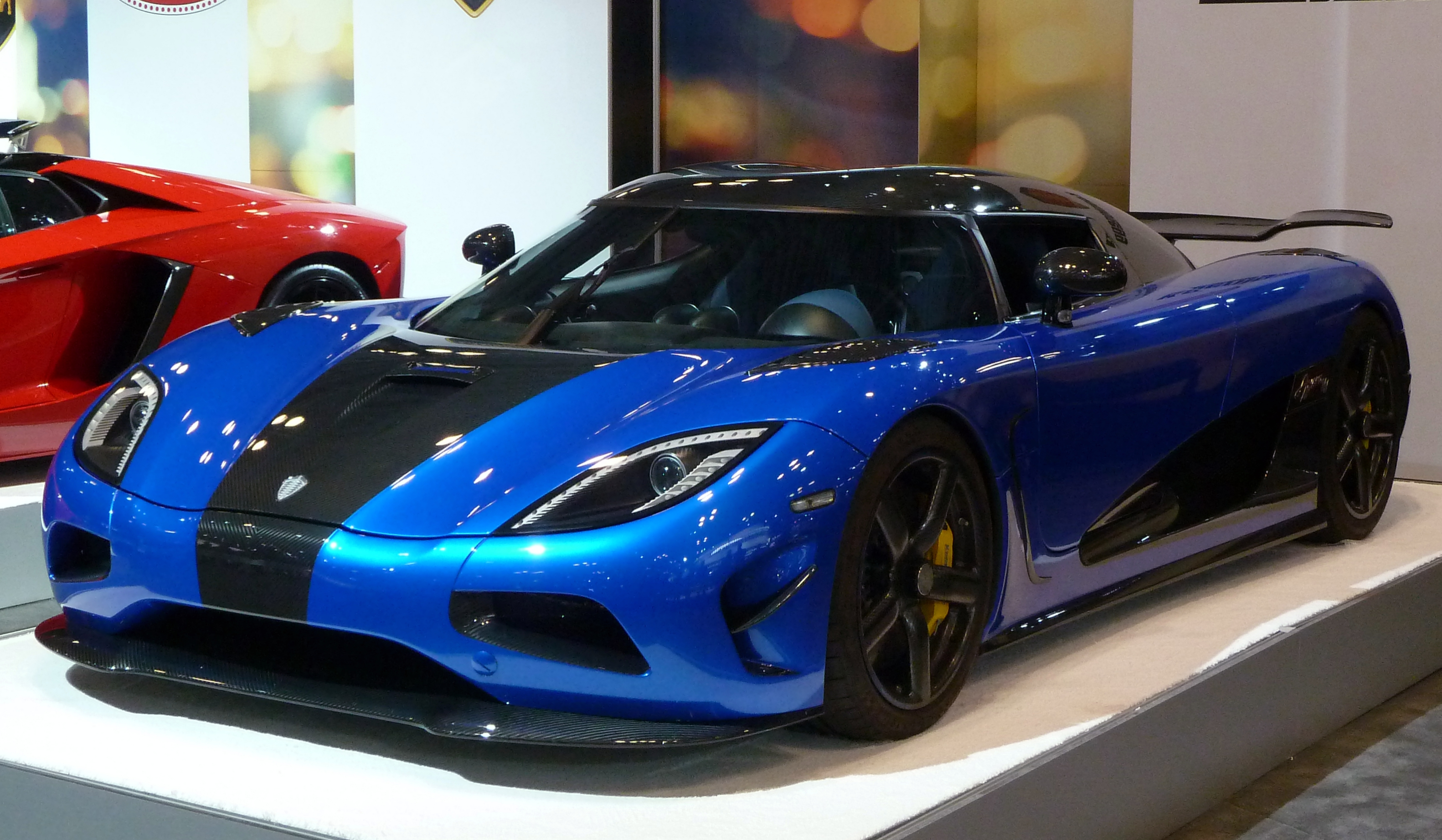
La Koenigsegg Agera (HH) à New York.

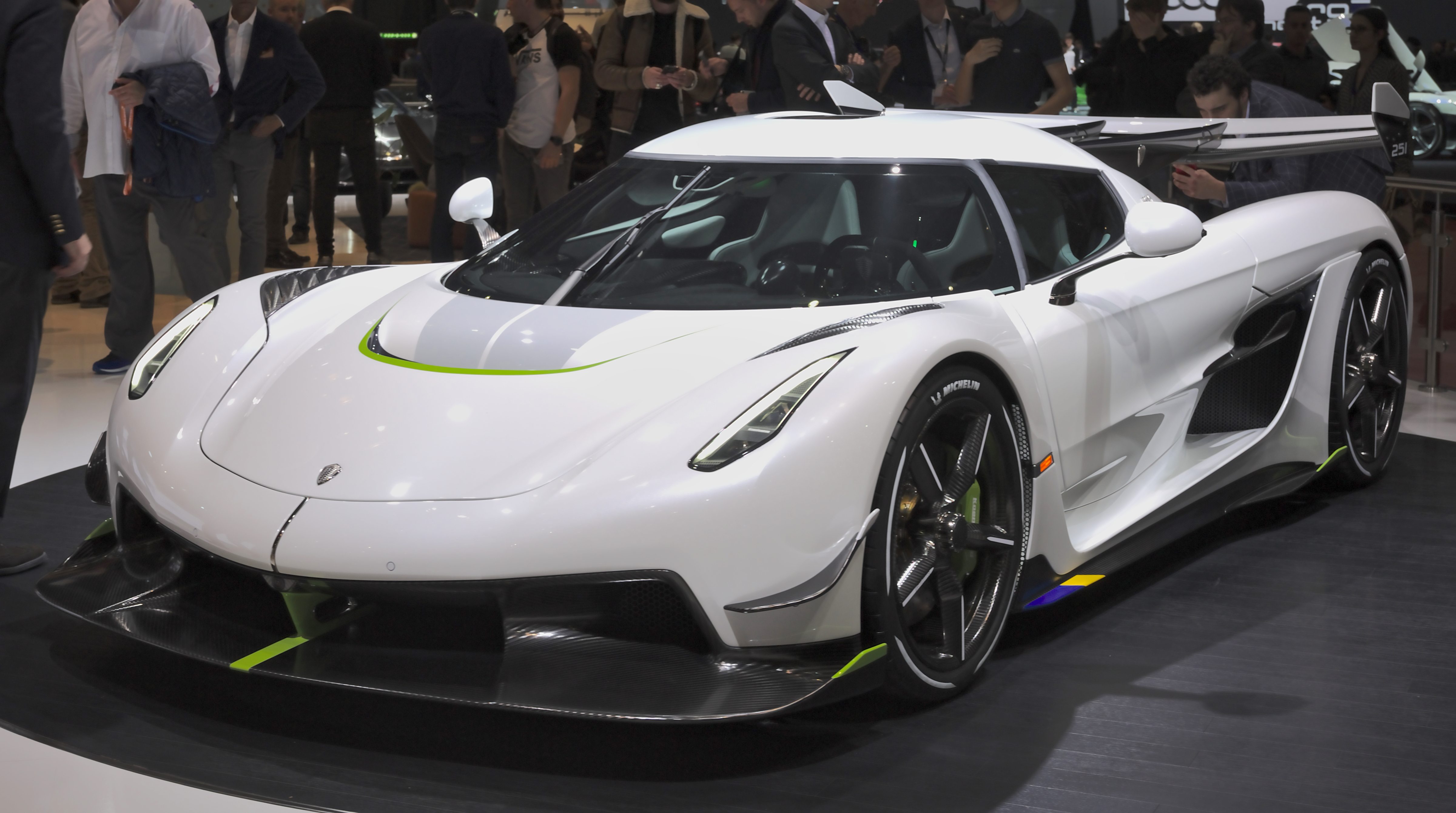
La Koenigsegg Jesko.

- Koenigsegg CC (1996), prototype, moteur V8 Ford de 4,8 L
- Koenigsegg CC8S (2002-2004), moteur V8 Ford de 4,8 L, 655 ch
- Koenigsegg CCR (2004-2006), moteur V8 Koenigsegg en aluminium de 4,7 L, 806 ch
- Koenigsegg CCX (2006-2010), moteur V8 Koenigsegg en aluminium de 4,7 L, 888 ch
- Koenigsegg CCGT (2007), moteur V8 Koenigsegg de 5 L, 600 ch
- Koenigsegg CCXR (2007-2010), moteur V8 Koenigsegg en aluminium de 4,7 L, 1 018 ch, bioéthanol
- Koenigsegg Agera (2010-2013), moteur V8 Koenigsegg en aluminium de 4,7 L bi-turbo, 960 ch et 1 100 N m, bioéthanol
- Koenigsegg Agera R (2011-2014), 1 115 ch et (2013), 1 140 ch
- Koenigsegg Agera S (2012-2014), 1 030 ch
- Koenigsegg One:1 (2014), 1 360 ch
- Koenigsegg Agera RS (2015-2019), 1 160 ch
- Koenigsegg Regera (2015-2022), 1 500 ch
- Koenigsegg Agera XS (2016), exemplaire unique dérivé de l'Agera RS équipé d'un moteur V8 Koenigsegg en aluminium de 5 L bi-turbo développant 1 160 ch et 1 280 N m pour un poids total de 1 395 kg. Elle est dotée du plus grand aileron arrière jamais utilisé par le constructeur[10]
- Koenigsegg Jesko Attack (2019), 1 280 à 1 600 ch
- Koenigsegg Gemera prototype (2020), 1 700 ch
- Koenigsegg Jesko Absolut (2020), 1 280 à 1 600 ch
- Koenigsegg CC850 (2022), 1 185 à 1 350 ch
- Koenigsegg Gemera version de production (2023), 1 400 ch (TFG version) et 2 300 ch (HV8 version)

## Modèle de compétition
La Koenigsegg CCGT est une voiture de circuit conforme au règlement GT1 du championnat FIA GT développant 600 ch. Elle n'a cependant jamais participé à une compétition en raison d'une production insuffisante, un seul exemplaire ayant été construit.